# 朝の情報番組
朝の情報番組（あさのじょうほうばんぐみ）は、早朝から朝にかけて放送される情報番組。通称「朝枠番組」。

## 概要
早朝から朝にかけて放送される情報番組であり、主に視聴者が朝に知りたい情報を伝える番組である。
朝の情報番組の先駆けは、1952年に放送を開始したアメリカNBC『トゥデイ』である。その後、各国の放送局が放送するようになった。
朝食をとっている最中の人々や出勤・通学直前の人々のことも意識しており、どこの国でも基本的にはさわやかな雰囲気となるように、さわやかな印象のキャスターや担当者が選ばれており、さわやかな口調で話させ、楽曲もさわやかな曲調のものを選んでいることが一般的。内容的には主に視聴者が特に朝に知りたがる情報を伝え、ほとんどの国で人々は外出時にどのような服を着ればよいのか、雨具は必要なのか不要なのかということを気にしているので、基本はその日の天気予報で、さらに前日夜までのニュース・新聞記事のまとめ、その日に予定されている重要なこと・イベントに関する情報などであり、そこにその他の雑多な情報、必ずしもその日その時間に伝える必要が無いような、スポーツ関連情報、さらに芸能情報といった体裁でショービジネス関連の宣伝・広告も盛られる傾向がある。おおむねメインキャスター（司会）が番組進行と主要ニュースを担当し、他は各担当キャスターが分担して伝えることが一般的である。

## 日本
1970年代に入ると生番組が多く始まるが、報道局が制作する報道番組と分離して放送されることとなった。この状態は暫く続き、生中継を多用した日本テレビ『ズームイン!!朝!』や新聞記事を中心に展開するテレビ朝日『やじうまワイド』など様々な趣向を凝らした番組が制作された。1980年代に放送開始時刻がおおむね午前6時台となり、1990年代に入ると日本テレビが午前5時台に天気予報を番組の中心とした『朝一番天気!あさ天』を開始、「お天気番組」などと称された。また、これがきっかけとなって“お天気キャスター”が注目を集める。
お天気カメラや中継車を用いた屋外からの中継が行われる例も多い。
1990年代後半からはフジテレビ『めざましテレビ』以後、天気予報やニュースの他にスポーツニュース・芸能ニュース・新聞記事紹介にトレンド情報など、取り上げる範囲が広くなり、ジャンルごとにキャスターを割り振るようになった。。
年末年始は放送休止となる番組が多いが、一部は大晦日・元旦等も編成されている。一方、年末年始以外の祝日は通常通り編成される番組が多い。
ローカルワイド番組としても、かつては様々な局で放送されてきたが、徐々に夕方ワイド番組へと移行していく。さらに夕方ワイドの放送時間が拡大するとともに余力をそちらへそそぐことになり、多くの局で朝の情報番組は東京からのネットの一部をローカルに差し替える局が多くなった。
なお、日本では2010年代以降、NHK BSプレミアム『連続テレビ小説』アンコール枠（7:15 - 7:30）および先行放送枠（7:30 - 7:45）・『にっぽん縦断 こころ旅』（7:45 - 7:59）が地上波民放各局の朝の情報番組の視聴率を食っているとの指摘もある。

### 現在放送中の番組

#### 全国
平日
- NHKニュースおはよう日本（NHK総合テレビ、1993年 - ）※週末も放送。
- Oha!4 NEWS LIVE（日テレNEWS24（CS）[注釈 1]・日本テレビ、2006年 - ）
- ZIP!（日本テレビ、2011年 - ）
- THE TIME,（TBS、2021年 - ）
- めざましテレビ（フジテレビ、1994年 - ）[注釈 2]
- グッド!モーニング（テレビ朝日、ABCテレビ、メ〜テレ（ABCテレビ・メ〜テレは日曜版のみ）、平日版：2013年 - 、土曜版・日曜版：2024年 - ）※ABCテレビは平日版と土曜版は未ネット[注釈 3][注釈 4]。
- おはスタ（テレビ東京、1997年 - ）
- ニュースモーニングサテライト（テレビ東京、1998年 - ）

週末
- シューイチ（日本テレビ、土曜日版:2025年 - 、日曜日版:2011年 - ）
- サンデーモーニング（TBS、1987年 - ）
- めざましどようび（フジテレビ、2003年 - ）
- 日曜報道 THE PRIME（フジテレビ、2019年 - ）

#### ローカル
- どさんこワイド朝（札幌テレビ、2011年 - ）
- イチモニ!（北海道テレビ、2011年 - ）※土曜日も放送。2018年9月までは『イチオシ!モーニング』
- ウォッチン!みやぎ（東北放送、2003年 - ）
- ちば朝ライブ モーニングこんぱす（チバテレ[注釈 5]、2021年 - ）
- おはよう!とちぎの朝（とちぎテレビ、2016年 - ）
- おはリナ!（TOKYO MX、2024年 - ）
- ドデスカ!（メ〜テレ、2011年 - ）[注釈 6]
  - ドデスカ!ドようびデス。（名古屋テレビ放送、2021年 - ）[注釈 7]
- あさドレ♪(中京テレビ、2024年 - )
- おはよう朝日です（ABCテレビ、1979年 - ）[注釈 8]
  - おはよう朝日土曜日です（ABCテレビ、1982年 - ）
- 朝生ワイド す・またん!（読売テレビ、2010年 - ）
- KRYさわやかモーニング（山口放送、1992年 - ）
- バリはやッ!ZIP!（福岡放送、2015年 - ）
- アサデス。KBC（九州朝日放送、2001年 - ）

#### 衛星放送
- キャッチ!世界の視点（NHK BS1、2014年 - ）※土曜日も放送。
- 日経モーニングプラス（BSテレ東、2015年 - ）

#### ネット配信
- 真相深入り!虎ノ門ニュース（DHCテレビ、2015年 - ）
- AbemaMorning（AbemaNews、2018年 - ）

### 終了した番組

#### 全国（終了）
NHK総合テレビ
- スタジオ102（1966年 - 1980年）
- NHKニュースワイド（1980年 - 1988年）
- NHKモーニングワイド（1988年 - 1993年）
- おはよう5（1995年 - 1999年）

日本テレビ系列（NNN）
- ルンルンあさ6生情報（1983年 - 1992年）
- ジパングあさ6（1992年 - 2001年）
- ズームイン!!朝!（1979年 - 2001年）
- ズームイン!!SUPER（2001年 - 2011年）
- 朝一番天気!あさ天（1991年 - 1996年）
- あさ天5（1996年 - 2001年）
- ニュース朝いち430（日テレNEWS24（CS）[注釈 1]、2001年 - 2006年）
- THE・サンデー→TheサンデーNEXT（1989年 - 2011年）
- ズームイン!!サタデー（日本テレビ、1996年 - 2025年）

TBS系列（JNN）
- 朝のホットライン（1981年 - 1990年）
- THE WAVE（1990年）
- ビッグモーニング（1990年 - 1994年）
- ザ・フレッシュ!（1994年 - 1996年）
- おはようクジラ（1996年 - 1999年）
- TBSニュースバード（1999年 - 2015年）
- エクスプレス（1999年 - 2002年）
- ウォッチ!（2003年 - 2005年）
- みのもんたの朝ズバッ!（2005年 - 2014年）
- 早ズバッ!ナマたまご（2008年 - 2014年）
- はやチャン!（2014年 - 2015年）
- あさチャン!（TBS、2014年 - 2021年）
- はやドキ!（TBS、2015年 - 2021年）
- みのもんたのサタデーずばッと（2002年 - 2014年）
- 報道LIVE あさチャン!サタデー（2014年 - 2017年）
- まるっと!サタデー（2019年 - 2023年）

フジテレビ系列（FNN）
- FNNモーニングワイド ニュース&スポーツ（1982年 - 1986年）
- FNNモーニングコール（1986年 - 1990年）
- FNN朝駆け第一報!（1990年 - 1991年）
- おめざめ天気予報（1991年 - 1992年）
- モーニングLIVE（1992年 - 1993年）
- FNN World Uplink（1991年 - 1993年）
- FNN おはよう!サンライズ（1993年 - 1994年）
- オルトレ・イ・チンクワンタ（1993年 - 1994年）
- SUPER KIDS ZONE ポンキッキーズ（1993年 - 1994年）
- めざまし天気（1994年 - 2002年）
- めざまし新聞（2003年）
- めざまし新聞for BIZ（2003年）
- めざビズ（2003年）
- めざにゅ〜（2003年 - 2014年）
- めざましテレビ アクア（2014年 - 2018年）
- 報道2001→新報道2001（1992年 - 2018年）

テレビ朝日系列（ANN）
- おはようテレビ朝日（1981年 - 1985年）
- やじうまワイド（1985年 - 2002年）
- やじうまプラス（2002年 - 2010年）
- やじうまテレビ!（2010年 - 2013年）
- おはよう!CNN（1984年 - 1989年）
- おはようTODAY（1985年 - 1987年）
- CNNデイブレイク（1990年 - 1994年）
- ラジ朝@モーニング（1999年 - 2001年）
- N天トップ!（2001年 - 2002年）
- 朝いち!!やじうま（2002年 - 2006年）
- サンデープロジェクト（1989年 - 2010年）
- サンデー・フロントライン（2010年 - 2011年）
- 城島茂の週末ナビ ココイコ!（2011年 - 2012年）
- あさナビ（2012年 - 2013年）
- みんなの疑問 ニュースなぜ太郎（2013年 - 2015年）
- 週刊ニュースリーダー（2015年 - 2024年）
- スポーツサンデー（2016年）
- TOKYO応援宣言（2017年 - 2021年）
- サンデーLIVE!!（テレビ朝日・ABCテレビ・メ〜テレ、2017年 - 2024年）

テレビ東京系列（TXN）
- ビジネスマンNEWS（1981年 - 1993年）
- ビジネスレーダー（1993年 - 1994年）
- NEWSもぎたて朝一番（1994年 - 1995年）
- NEWSモーニングJAM（1995年 - 1996年）
- NEWSヘッドライン（1996年 - 1997年）
- ニュースウェーブ615（1997年 - 1998年）
- チャージ730!→モーニングチャージ!（2015年 - 2017年）

#### ローカル（終了）
札幌テレビ
- 淳子の目覚時計（1989年 - 1990年）
- 朝6生ワイド（1990年 - 2011年）

北海道放送
- ニュース朝一番（1990年 - 1991年）
- ニュースコール北海道（1991年 - 1996年）
- お天気クジラ朝ごはん（1996年 - 1999年）
- 朝のサラダ畑（1999年 - 2002年）
- 朝5時!早起き応援団（2002年 - 2003年）
- ダッシュ!（2003年 - 2004年）
- 早おきビタミン（2004年 - 2005年）

北海道テレビ
- 気分は天気745→気分は天気730→ハイパーワイド 気分は天気（1986年 - 1993年）
- ハーイ!朝です525（1996年 - 1997年）
- 発信!生スタ 早起きクマさん（1997年 - 1999年）
- 情報ワイド 早起きDon!Don!（1999年 - 2001年）
- eあさ545→eあさ540（2001年 - 2002年）
- あさばんっ!（2002年 - 2003年）
- 朝情報 おはよう!遠藤商店（2003年 - 2006年）
- おはよう天気HTB→おは天（2006年 - 2011年）

北海道文化放送
- めざまし北海道（1998年 - 2003年）
- お天気ワイド めざまし北海道（1998年 - 2004年）
- めざまし北海道 おはよう!山田です（2004年 - 2009年）
- 早おき!てれび めざまし北海道（2009年 - 2014年）

青森放送
- RABニュースレーダー（1970年 - 1977年）[注釈 9]

東北放送
- グッデイみやぎ（2002年 - 2003年）

ミヤギテレビ
- あッ!晴れテレビ（1998年 - 2004年）

チバテレ
- 朝まるJUST（1998年 - 2011年）
- ハピはぴ・モーニング〜ハピモ〜（2011年 - 2014年）
- シャキット!（2014年 - 2021年）

群馬テレビ
- あさいち・朝生・情報通（1995年 - 2009年）
- モーニングジャスト（2009年 - 2011年）

とちぎテレビ
- 朝生とちぎ（1999年 - 2010年）
- NEWSとちぎの朝（2010年 - 2016年）

TOKYO MX
- 白沢みきのモーニングTOKYO（1999年 - 2003年）
- TOKYOモーニングサプリ（2003年 - 2006年）
- U・LA・LA→U・LA・LA@7→U・LA・LA ナナパチ（2006年 - 2012年）
- チェックタイム（2012年 - 2013年）
- モーニングCROSS（2014年 - 2021年）

静岡朝日テレビ
- 朝です!しずおか（1987年 - 1992年）
- おはようしずおか（1980年 - 2000年）

中京テレビ
- おはようテレワッサン（1985年 - 1994年）
- おめざめワイド（1994年 - 2009年）
- おはZIP!（2011年 - 2012年）

メ〜テレ
- おはよう名古屋テレビです（1987年 - 1988年）
- コケコッコー（1988年 - 2002年）
- どですか!（2002年 - 2011年）
- デルサタ（メ〜テレ、2016年 - 2021年）[注釈 10]

CBCテレビ
- グッデイCBC（2002年 - 2003年）

東海テレビ
- FNN東海テレビWorld Uplink（1991年 - 1993年）
- FNN東海テレビおはよう!サンライズ（1993年 - 1994年）
- 朝いちばん!（1993年 - 1994年）

毎日放送
- おはよう4チャンネル（1973年）
- あさやん!（2002年 - 2003年）
- あん!（2003年 - 2004年）

ABCテレビ
- おはよう6（1983年 - 1991年）
- Oh!天気（1991年 - 1994年）
- おはよう天気です（1994年 - 1995年）

カンテレ
- ザ・モーニング630→朝特急630→Hello!朝特急（1980年 - 1991年）
- FNN World Uplink おおさか（1991年 - 1993年）
- OSAKA発!730→さわやか朝一番（1993年 - 1994年）

読売テレビ
- おはようニュースマガジン（1991年 - 1993年）
- 元気モンTV（1998年 - 2000年）
- あさイチ!（2000年 - 2005年）
- ゲツキン!（2005年 - 2006年）

広島ホームテレビ
- HOMEフレッシュモーニング（1987年 - 1995年）

山口朝日放送
- どきどきマルシェ（2013年 - 2015年）
- 土曜の目覚めはどき生てれび（2015年 - 2020年）

四国放送
- あさ630（1993年 - 2010年）
- おはようとくしま→おはようとくしま プラス（1971年 - 2011年）

九州朝日放送
- モーニングモーニング（1986年 - 1998年）
- 朝はポレポレ（1998年 - 2001年）

福岡放送
- 朝ドキッ!九州（1998年 - 2007年）

南日本放送
- おはよう!グッデイかごしま（2002年 - 2003年）
- ウォッチ!かごしま（2004年 - 2005年）

#### 衛星放送・ネット配信他
NHK BS1
- おはよう世界（1993年 - 2011年）
- ワールドWaveモーニング（2011年 - 2014年）

民放系
- WOWOW TODAY（WOWOW、1991年 - 不明）
- Morning Access ビーエス朝!（BS朝日、2000年 - 2001年）
- 日経マーケットアイ（BSジャパン、2013年 - 2014年）
  - 日経 朝とく（BSジャパン、2014年 - 2015年）
- LF+Rモーニング YOUNG LIVE JAPAN（BSフジ、2000年 - 2001年）
- ヤングライブニッポンLF+RミュージックTV（BSフジ、2000年 - 2001年）
- Start Up! 180（ホウドウキョク、2015年 - 2016年）

## 海外
アメリカ
- トゥディ（Today、NBC、1952年開始）1995年から連続して視聴率トップの座。アメリカで3番目の長寿番組でもある。
- グッド・モーニング・アメリカ（Good Morning America、ABC、1975年放送開始）
- アーリー・ショー（The Early Show、CBS、1999年開始）CBSは何度か番組が変わるも、NBC・ABCに次ぐ万年3位の座にある。
- フォックス&フレンズ（Fox & Friends、Fox News Channel、1999年開始）
- アメリカン・モーニング（American Morning、CNN、2002年開始）

ローカル放送局はおおむね5時から9時までを中心に自社製作のニュース番組を編成する（ABC・CBS・NBCは7時までの放送。Fox・CW・My Networkは全国向けの放送をしておらず、また大都市以外ではローカルニュースを編成しないことが多い。）。
カナダ
- カナダAM（Canada AM、CTV、1972年開始）朝6時から6時間の放送を行っている

ブラジル
- ボンディア・ブラジル（Bom Dia Brasil、グローボ、1983年開始）番組名を日本語に直訳すると「おはようブラジル」になる）
- ボムディア＆コムパニア（Bom Dia & Companhia、SBT、1993年開始）番組名を日本語に直訳すると「おはようと会社」になる）

イギリス
- BBCブレックファスト（BBC Breakfast、BBC、1983年開始）『ブレックファスト・タイム』として放送開始。
- グッド・モーニング・ブリテン（Good Morning Britain、ITV、2014年開始）
  - 1993年から長年放送されていた『GMTVトゥデイ』（GMTV Today）→『デイブレイク』の後継である。
- サンライズ（Sunrise、Sky News、1989年開始）

イギリスでは1983年にBBCとITVが共に朝の情報番組を開始。検討され始めた1970年代まで、朝食が大事にされていたイギリスでは“朝食のときはラジオ放送”と言う習慣は当たり前のものであり、それによって、テレビ放送は学校放送などを放送し、ニュースは短く伝える程度であった。ITC（当時の放送免許を管理していた機関）はITVの6時から9時25分まで放送する新しい放送免許を創設し、TV-amが取得。1992年に更新されたITVの放送免許の入札にGMTVに競り負けた。
アイルランド
- アイルランドAM（Ireland AM、TV3、1999年開始）

フランス
- テレマティン（Télématin、France2、1985年開始）

ドイツ
- モルゲンマガツィン（Morgenmagazin、ARD Das Erste/ZDF、1992年開始）

ARDとZDFの公共テレビ局でサイマル放送を実施。隔週で交互に制作。ARDはケルンから、ZDFはベルリンからの生放送。
- グーテンモルゲン・ドイチュラント（Guten Morgen Deutschland、RTLテレビジョン、2013年開始）

オーストラリア
- サンライズ（Sunrise、チャンネル7、1991年開始）
- トゥディ（Today、チャンネル9、1982年開始）

オーストラリアでは3大民放局の平日深夜（4～5時台）に、アメリカの3大ネットワークのニュースショーが放映されている。（チャンネル7はNBC、チャンネル9はABC、チャンネル10はCBSを放送）
大韓民国
- KBSニュース広場 (KBS뉴스광장、KBS1、1991年開始）
- グッド・モーニング・大韓民国 (굿모닝 대한민국、KBS2、2011年開始）
- MBCニューストゥデイ (MBC뉴스투데이、MBC、2002年開始）
- モーニングワイド(모닝와이드、SBS、1995年開始)
- ニュース·パレード(뉴스퍼레이드、TV CHOSUN、2011年開始)

香港
- 香港早晨（Good Morning Hong Kong、無綫電視、1981年開始）
- 亞洲早晨 (Good Morning Asia、亜洲電視、1984年開始）